# Bruin Tammes
Pieter Merkus Lambertus "Bruin" Tammes (Batavia, 5 juli 1903 - Wageningen, 15 december 1980) was een Nederlands botanicus en kunstenaar. Hij is de naamgever van het Tammes-probleem in de wiskunde.

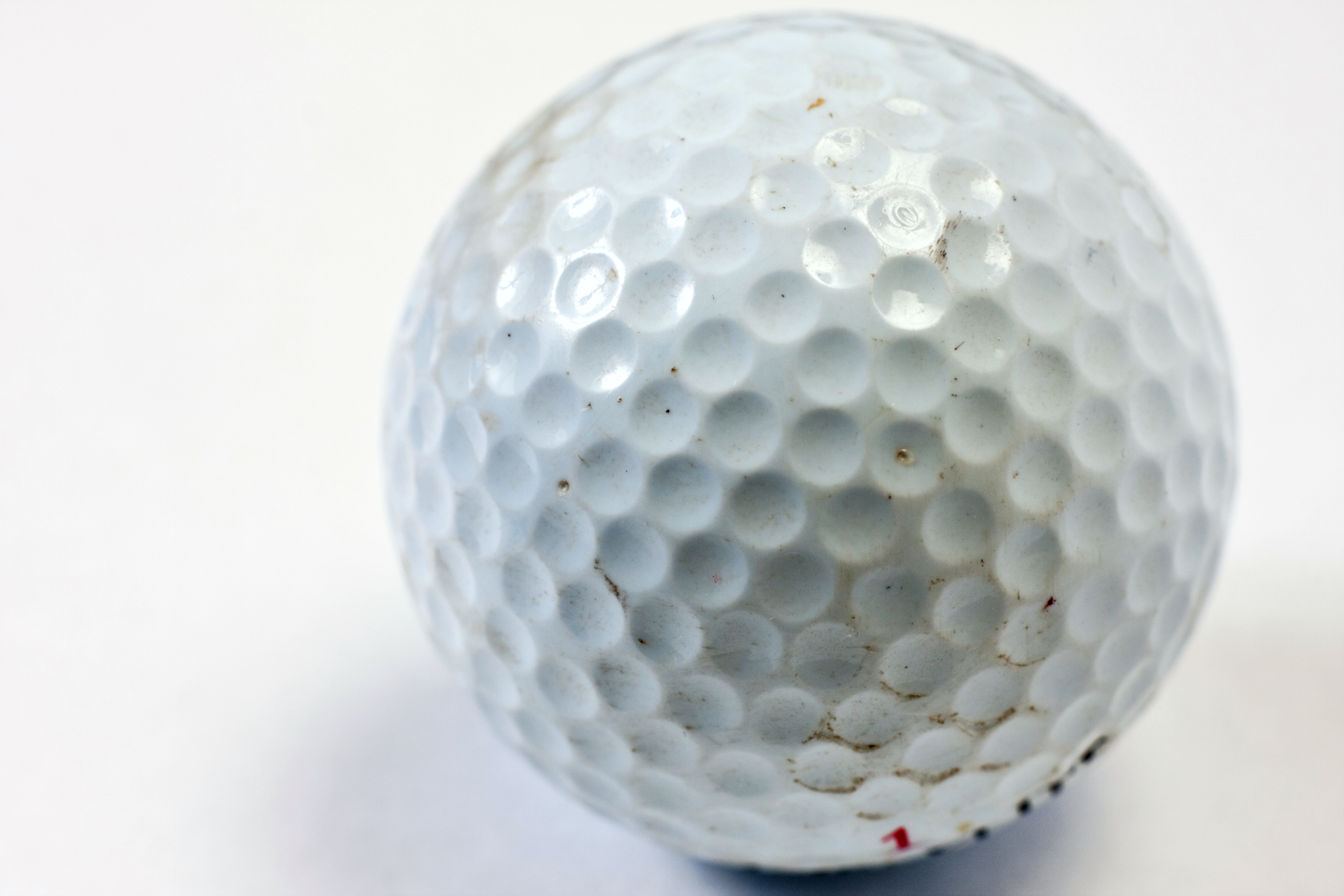
Gelijkmatige verdeling van inkepingen op een golfbal (probleem van Tammes)

## Leven
Tammes werd geboren in Batavia (nu: Jakarta) in het toenmalige Nederlands-Indië in 1903. Van 1923 tot 1930 studeerde en promoveerde hij aan de Rijksuniversiteit Groningen. In 1930 keerde hij terug naar Nederlands-Indië en bleef daar waarschijnlijk tot 1949. Na de soevereiniteitsoverdracht van Nederlands-Indië keerde hij terug naar Nederland: hij vestigde zich in Wageningen. Van 1950 tot 1969 was hij daar directeur van het Instituut voor Insecticidenonderzoek aan de Wageningen Universiteit. Hij overleed in 1980.
Zijn artistieke opleiding kreeg hij van Johan D. Scherft. Bekend zijn zijn landschapsschilderijen, tekeningen en etsen.
Tammes was de neef van de Nederlandse botanica en hoogleraar Jantine Tammes.

### Tammes-probleem
Het proefschrift van Tammes ging over de inkepingen op stuifmeelkorrels. Dit resulteerde in een wetenschappelijk essay in 1930. Het Tammes-probleem in de wiskunde gaat over de verdeling van niet-overlappende cirkels op een bol.

## Eer
Tammes was lid van de Koninklijke Nederlandse Akademie van Wetenschappen.